# Bupleurum gussonei
Bupleurum gussonei là một loài thực vật có hoa trong họ Hoa tán. Loài này được (Arcang.) Snogerup & B.Snogerup mô tả khoa học đầu tiên năm 2001.